# B. Wahlströms bokförlag
B. Wahlströms Bokförlag grundades 1911 av Birger Wahlström. Man var under 1900-talet en av de stora svenska utgivarna av ungdomsböcker. Sedan 2018 är verksamheten en del av Norstedts Förlagsgrupp inom Storytel Publishing AB. 

## Historia
B. Wahlströms ungdomsböcker startades 1914 med Skogslöparen av Gabriel Ferry och alla de 25 första var äventyrsböcker för pojkar. Först 1919 kom den första flickboken En liten prinsessa (Lilla prinsessan) av Frances Hodgson Burnett. Ungdomsböckerna för flickor hade röd rygg och för pojkar grön rygg. Förlaget gav även ut småbarnsböcker i två olika serier: B. Wahlströms barnböcker och Teddy.
Även vuxnenböckerna utkom ofta i olika serier. Somliga hade teman, såsom läkarromaner, deckare i Manhattan och Lady thriller, westernböcker i Sheriff, Bästa västern, Kaliber 45,  Wild West, Morgan Kane, Joe Montana och McAllister (senare Mack & Joe), krigsromaner i Attack, Science fiction i Saturnus- och Kosmosserien samt äventyrsserien Roulett. Från Kometförlaget tillkom senare deckarserien Kometedeckaren och westernserien Mustang. Andra serier utmärktes enbart av en gemensam layout, såsom de på 1960-talet utgivna Wahlströms Elitromaner, Röda Elitböckerna, Blå Elitbiblioteket, Röda Elitbiblioteket och Gröna Elitbiblioteket. 
Den egna tryckeriverksamheten bytte 1982 namn till Scandbook, som senare fick andra ägare.
I december 2024 fick den sista förläggaren på B.Wahlströms sluta utifrån besparingsskäl och arbetet med B. Wahlströms titlar hamnade hos systerförlaget Rabén & Sjögren. Inga nya titlar är antagna inför år 2026.

### Uppköp
Mellan 1 juni 2006 och 21 december 2013 ingick B. Wahlströms Bokförlag i Forma Books och Forma Publishing Group AB, tillsammans med Ica Bokförlag, Damm Förlag och Ponto Pocket. Sedan den 1 januari 2008 publiceras endast barn- och ungdomsböcker under varumärket B. Wahlströms Bokförlag. Den 1 januari 2014 blev B. Wahlströms Bokförlag en del av Massolit Förlagsgrupp, tillsammans med Massolit förlag och Ponto Pocket. Sedan 2018 är B. Wahlströms Bokförlag en del av Norstedts Förlagsgrupp som ingår i Storytel Publishing AB.

## Exempel på utgivning
- Om jag kunde drömma (hela Twilight-serien)
- Böckerna om Klara av Pia Hagmar
- Älvböckerna av Daisy Meadows
- Sanningens svärd av Terry Goodkind
- Jack Reacher av Lee Child